# Cristóbal Rosaleny
Cristóbal Rosaleny Cerveró (Valencia, 6 de noviembre de 1985) es un periodista deportivo español especializado en Fórmula 1 y automovilismo. Actualmente es codirector del portal web SoyMotor.com y narrador de los Grandes Premios de Fórmula 1 en Radio Marca, además de comentarista en los entrenamientos libres de Fórmula 1 en DAZN. Además, comenta los Grandes Premios de las IndyCar Series en Movistar Plus+,

## Biografía
Nacido en Valencia, se licenció en Comunicación Audiovisual por la Universidad de Valencia. Comienza su carrera profesional en el sitio web TheF1.com, que funda junto a su padre en el año 1999. En las temporadas 2004 y 2005, compagina su labor periodística con la comunicación del equipo de competición GTA Motor, que deja para convertirse en asistente de prensa de la piloto María de Villota.
En 2005, Rosaleny entra a formar parte del equipo de pruebas de la revista Car and Driver y en 2007 es ascendido a jefe de sección en la edición en línea de la publicación. En 2008, la editorial Hachette Filipacchi adquiere TheF1.com y la integra con Car and Driver para formar, desde 2011, CarandDriverTheF1.com, donde Rosaleny trabaja como redactor jefe de Fórmula 1 hasta abril de 2016 y como colaborador de Fórmula 1 hasta abril de 2017.
En abril de 2016, Rosaleny adquiere la web especializada en Fórmula 1 y coches de calle LaF1.es (ahora llamada SoyMotor.com) junto a Antonio Lobato, reeditando así la pareja televisiva que formaron el año anterior en televisión.
En radio, colabora con el programa Luz de Cruce con Vicente Herranz y David de Diego en Cadena COPE de 2006 a 2012. Desde mayo de 2009, ejerce de tertuliano y comentarista en los Grandes Premios de Fórmula 1 para Radio Marca.
En televisión, es comentarista de las retransmisiones de Fórmula 1 de Antena 3 a las órdenes de Antonio Lobato en la temporada 2015 de Fórmula 1, y narrador de las retransmisiones de GP2 y GP3 en la misma cadena entre 2013 y 2015. Entre septiembre de 2016 y  junio de 2018 presenta en la televisión valenciana de Levante-EMV del programa de motor "SuperMotor Levante". Además, desde marzo de 2017 es también comentarista de los entrenamientos libres de Fórmula 1, eventos de Fórmula 2, GP3 y Porsche Supercup, así como carreras históricas de Fórmula 1, en Movistar Fórmula 1.
Desde 2021 comenta las sesiones del viernes de la Fórmula 1 para DAZN F1 junto a Antonio Lobato. Esto es, Libres 1 y Libres 2, o Libres 1 y Clasificación en los Grandes Premios con formato de clasificación al sprint.